# Леонардо Жардим
Жозе Леонардо Нунеш Алвеш Соуза Жардим (на португалски: José Leonardo Nunes Alves Sousa Jardim), по-известен като Леонардо Жардим, роден на 1 август 1974 г., е португалски футболен треньор.

## Личен живот
Жардим е роден на 1 август 1974 в град Барселона във Венецуела. Родителите му са португалци, но по това време живеят във Венецуела. По-късно семейството се завръща в Португалия, като се установява на остров Мадейра
.

## Треньорска кариера
Започва треньорската си кариера на едва 22-годишна възраст, през 1996 година, когато за една година тренира юношите на Сантакрусензе. През 2000 година е нает за помощник-треньор в местния отбор Камаша. Три години по-късно застава начело на отбора.
През 2008 година поема третодивизионния Шавеш, като за един сезон успява да го класира в Лига де Онра.
През 2009 година става треньор на Бейра Мар, печелейки промоция за втора поредна година, този път за Примейра Лига. Напуска отбора през следващия сезон след поредица от слаби резултати.
През май 2011 година заменя Домингош Пасиенсия начело на Спортинг Брага. В единствения сезон, през който води отбора, Жардим го извежда до трето място в първенството, но напуска след конфликт с президента на отбора.
На 5 юни 2012 година е нает за треньор на гръцкия Олимпиакос, на мястото на напусналия Ернесто Валверде. Освободен е на 19 януари 2013 година, въпреки че отборът води в класирането с 10 точки пред втория.
През лятото на 2013 година поема Спортинг Лисабон. През сезон 2013/14 извежда лисабонските лъвове до второ място в първенството.
На 10 юни 2014 година е назначен за треньор на френския Монако.

## Успехи
Бейра Мар
- Шампион в Лига де Онра (1): 2009/10

 Олимпиакос
- Шампион на Гърция (1): 2012/13
- Носител на Купата на Гърция (1): 2012/13

 Монако
- Шампион на Франция (1): 2016/17